# Kurczów

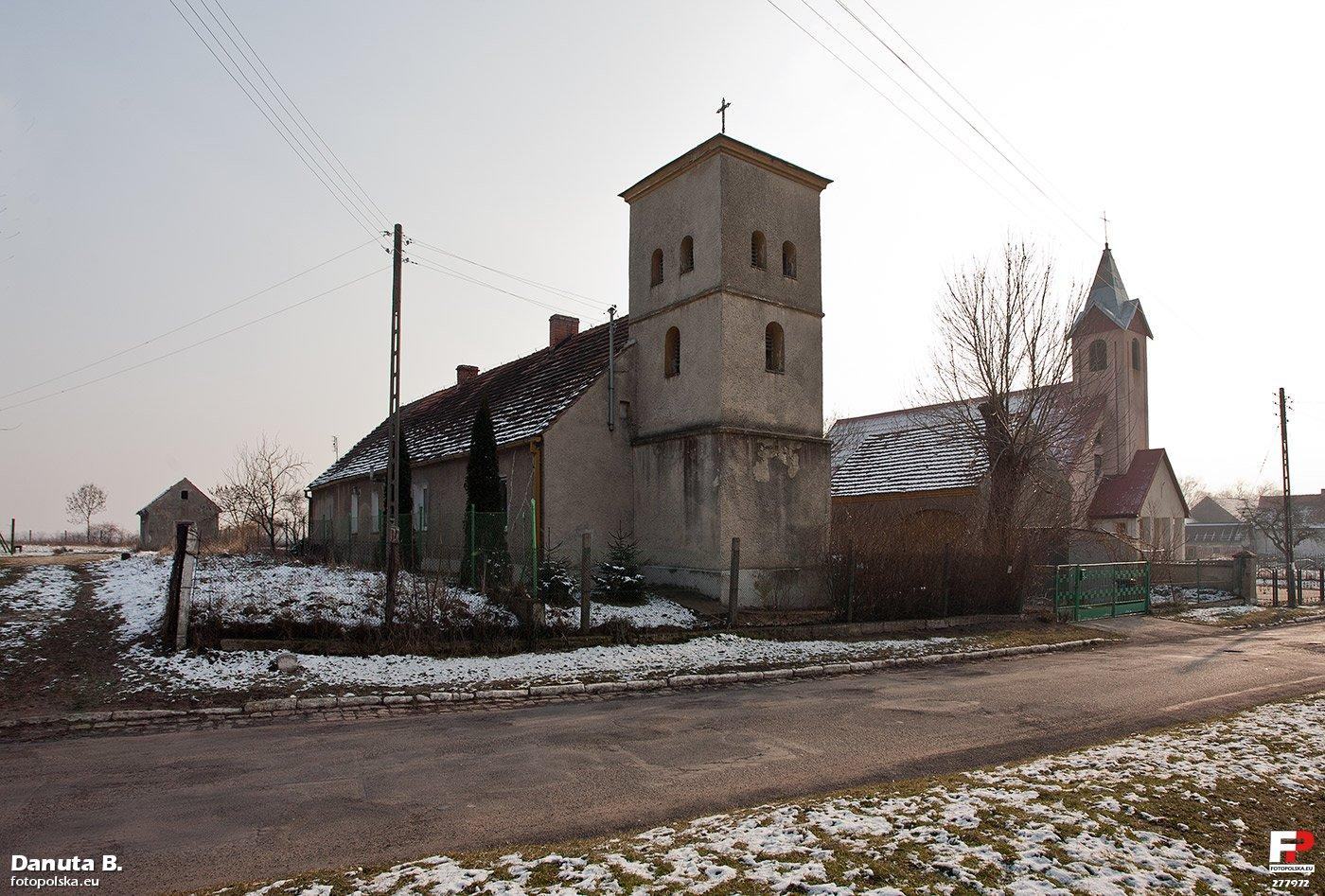
Ehem. evangelische Schule und katholische Kirche in Kurczów

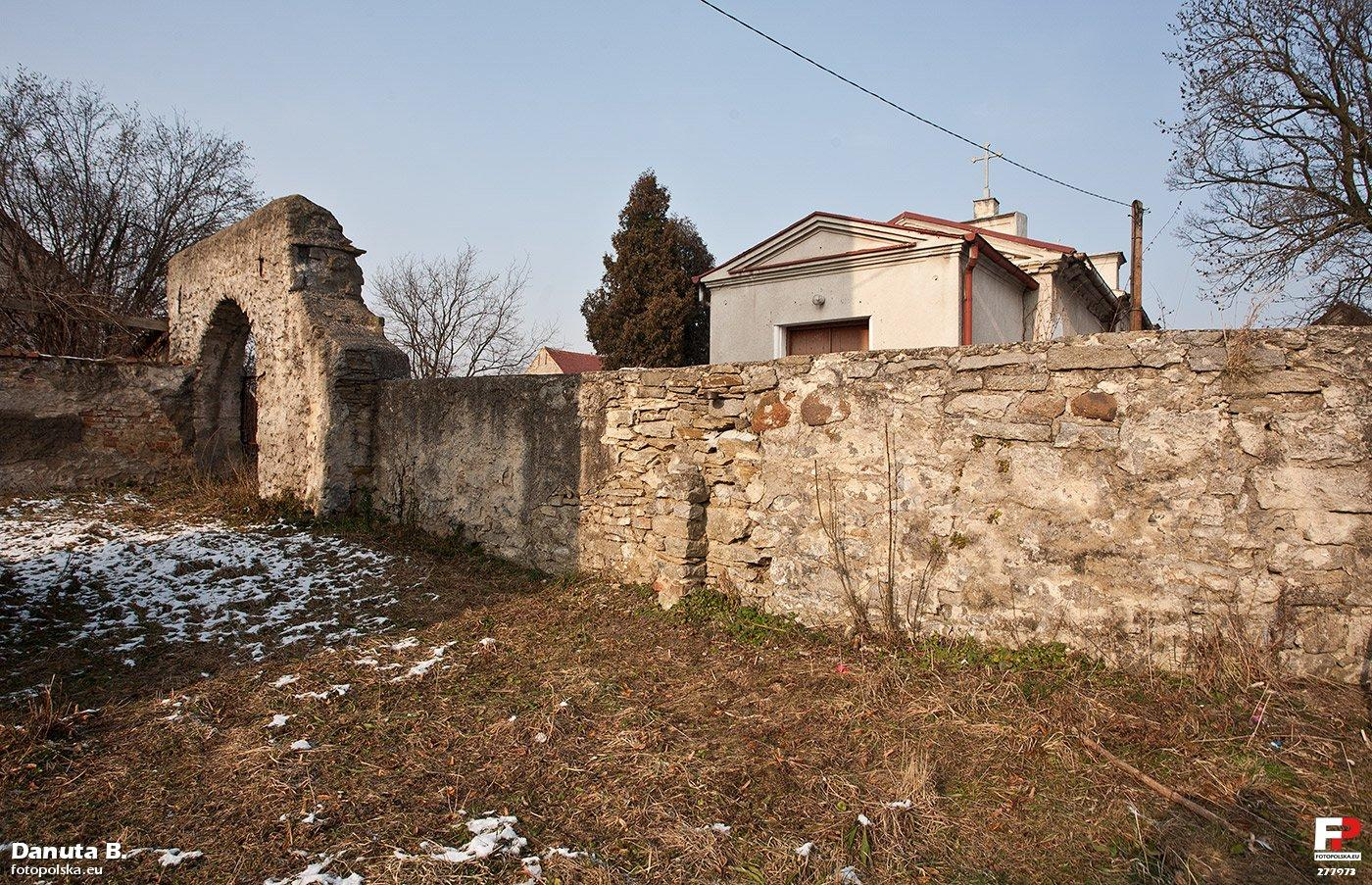
Alte katholische Kirche

Kurczów (deutsch Kurtsch) ist ein Ort in der Landgemeinde Borów (Markt Bohrau) im Powiat Strzeliński der Woiwodschaft Niederschlesien in Polen.

## Lage
Kurczów liegt fünf Kilometer nordöstlich von Borów (Markt Bohrau) und 13 Kilometer nördlich von Strzelin (Strehlen). Nachbarorte sind Węgry (Wangern) im Norden, Brzoza (Groß Bresa) im Westen, Kręczków (Krentsch) im Süden, Nowojowice (Haltauf) im Nordosten und Michałowice (Michaelwitz) im Südosten.

## Geschichte
Das Dorf erscheint 1351 als „Tranckaw sive Kurtschaw“, 1353 als „Kurczow“ oder „Trantorv“ und 1408 „Kurtschaw“. Die Ersterwähnung der Kirche erfolgte 1353, als ein Pleban mit 1½ Hufen Land erwähnt wurde. Das alte Bauwerk trug man ab. Der Nachfolgebau war Tochterkirche von Bohrau,
Nach dem Ersten Schlesischen Krieg fiel Kurtsch mit dem größten Teil Schlesiens 1741/42 an Preußen. Die alten Verwaltungsstrukturen wurden aufgelöst und Kurtsch in den Landkreis Strehlen eingegliedert, mit dem es bis zu seiner Auflösung 1945 verbunden blieb. Kurtsch unterstand der Kriegs- und Domänenkammer Breslau, bis es im Zuge der Stein-Hardenbergischen Reformen 1815 dem Regierungsbezirk Reichenbach der Provinz Schlesien zugeordnet wurde. 1845 war die Besitzerin die Frau des Geheimregierungsrates Gossow, geb. Reinhard. Die Gemeinde die dem Rentamt Strehlen zinste, zählte damals 27 Häuser, eine Freischoltisei, 224 Einwohner (19 katholisch und der Rest evangelisch), evangelische Kirche teilweise zu Großburg und Bohrau, eine evangelische Schule, eine katholische Teilkirche von Bohrau in dem an jedem vierten Sonntag ein Gottesdienst stattfand, eingepfarrt ausschließlich Kurtsch, ein Pfarrwidum, eine Windmühle, vier Handwerker und ein Kramer. Kurtsch gehörte von 1974 bis 1945 zum Amtsbezirk Lindenbrunn.
Als Folge des Zweiten Weltkriegs kam Kurtsch mit dem größten Teil Schlesiens 1945 an Polen. Nachfolgend wurde es in Kurczów umbenannt. Die einheimische deutsche Bevölkerung wurde – soweit sie nicht schon vorher geflohen war – bis Oktober 1947 vertrieben. Die neu angesiedelten Bewohner waren teilweise Zwangsumgesiedelte aus Ostpolen, das an die Sowjetunion gefallen war.

## Sehenswürdigkeiten
- Ehemalige römisch-katholische Filialkirche St. Crucis, vormals Tochterkirche von Bohrau. Zur Ausstattung zählten Ende des 19. Jahrhunderts die Reste eines Altarschreins mit Figuren aus dem 15. Jahrhundert.[4] Umgeben von einem Friedhof mit Umfassungsmauer, heute ungenutzt.
- Ehemalige evangelische Schule mit Glockenturm, nach 1945 in ein Wohnhaus umgebaut
- Neue römisch-katholische Filialkirche der Heiligen Jungfrau Maria, Königin von Polen

## Persönlichkeiten
- Hermann Brehmer (1826–1889), schlesischer Arzt